# Sosnów (przełęcz)
Przełęcz Sosnów – porośnięta lasem, dość głęboko wcięta w grzbiet Pieninek przełęcz o wysokości 650 m n.p.m. leżąca w Pieninach Właściwych. Oddziela Sokolicę (747 m) od Czertezika (772 m). W przewodniku „Pieniny” J. Nyki przełęcz ta nosi nazwę Mały Sosnów. Przechodzi przez nią niebieski szlak turystyczny – Sokola Perć (z Sokolicy ok. 15 min.), na przełęczy krzyżujący się z zielonym z Krościenka. Przy zielonym szlaku, na północno-wschodnich stokach przełęczy Sosnów znajdują się jaskinia Dziury.
Sosnów znajduje się w Pienińskim Parku Narodowym w granicach Krościenka nad Dunajcem, w województwie małopolskim, w powiecie nowotarskim. Na przełęczy znajduje się polana Mały Sosnów, obecnie zarastająca. Dawniej z przełęczy do doliny Pienińskiego Potoku prowadził szlak turystyczny. W latach 60. XX w. przy szlaku tym znajdowało się należące do Pienińskiego Parku Narodowego schronisko turystyczne.
W Pieninach istnieje jeszcze inny Sosnów. Jest to polana Sosnów na północno-wschodnich stokach Sokolicy.

## Szlak turystyki pieszej
– niebieski ze Szczawnicy odcinkiem Drogi Pienińskiej przez przewóz promowy (Nowy Przewóz) na drugą stronę Dunajca. Dalej tzw. Sokolą Percią przez Sokolicę, przełęcz Sosnów, Czertezik i Czerteż na Bajków Groń.
 Krościenko – kapliczka św. Kingi – Zawiesy – Kras – Mały Sosnów – przełęcz Sosnów. Stąd  na Sokolicę. Czas przejścia z Krościenka na Sokolicę 1:40 h (↓ 1:20 h).

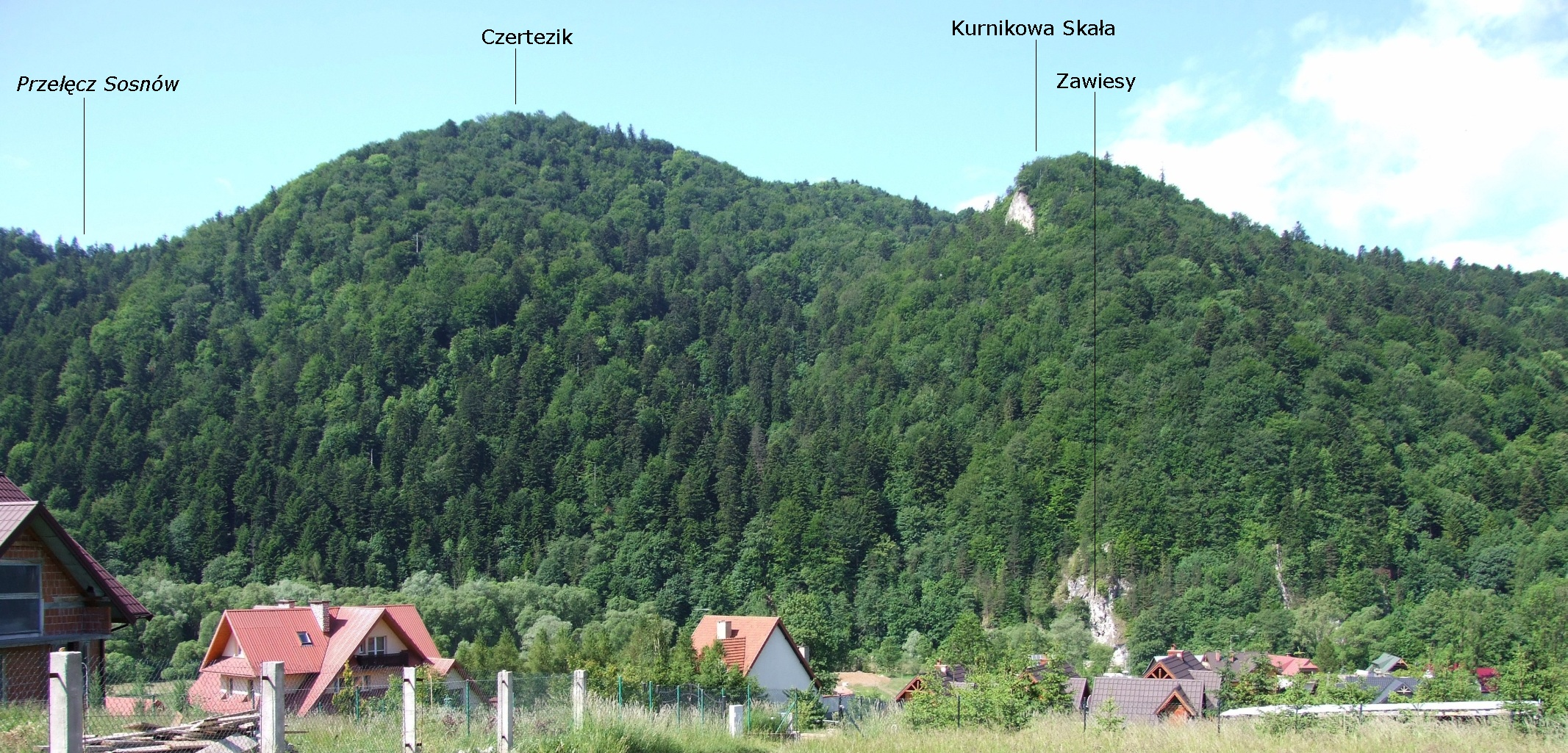
Widok od północnej strony